# 瓜伊塔
瓜伊塔（義大利語：Guaita）是聖馬力諾三塔之一，另外兩座是蒙塔萊和德拉弗拉塔。瓜伊塔是聖馬力諾三塔中歷史最古老的一座和最著名的一座，修建於11世紀時期。瓜伊塔和聖馬力諾三塔的其他二塔一起出現在聖馬力諾的國旗上。